# Wa (kana)
En l'escriptura japonesa, わ en hiragana o ワ en katakana, és un kana de que representa la mora wa. Ocupa el 44è lloc en el sistema modern d'ordenació gojūon (五十音), entre ろ i ゐ; i el 13è en el poema Iroha, entre を i か.
El caràcter de menor mida ゎ/ヮ, serveix a per formar les mores kwa (かゎ) i gwa (がゎ) que actualment són pràcticament obsoletes en japonès però s'empren en algunes llengües ryukyuenques.

## Escriptura
Tant わ com ワ provenen del kanji 和.

El caràcter わ s'escriu amb dos traços:
1. Traç vertical a la part esquerra del caràcter.
2. Traç compost per una línia horitzontal molt curta a la part superior esquerra del caràcter, una línia diagonal molt inclinat cap a baix a l'esquerra i una gran corba que s'assembla a un arc de circumferència d'uns 300º en el sentit de les agulles del rellotge. És similar a ね i れ, i es diferencien en el final del segon traç.

El caràcter ワ s'escriu amb dos traços:
1. Traç vertical.
2. Traç compost per una línia horitzontal, que comença a la part superior del primer traç, i una corba que va cap avall a l'esquerra, semblant al caràcter フ.

## Romanització
Segons els sistemes de romanització Hepburn, Kunrei-shiki i Nihon-shiki, わ i ワ és romanitzada com a "wa".

## Altres representacions
- Sistema Braille:

| wa わ/ワ                   | va ヷ                                                   |
| ⠄ (braille pattern dots-3) | ⠐ (braille pattern dots-5) · ⠄ (braille pattern dots-3) |

- Alfabet fonètic: 「わらびのワ」 Warabi no "wa", és a dir «el wa de warabi», on warabi significa falguera.
- Codi Morse: －・－